# بيتر أبيلسون
بيتر أبيلسون (من مواليد 14 يوليو 1977) هو مدافع كرة قدم سويدي سابق لعب لفريق Trelleborgs FF (فترتان)، Nybro IF وViking وMalmö FF.